# 1989 (Negrita)
1989 è un singolo del gruppo musicale italiano Negrita, il secondo estratto dal nono album in studio 9 e pubblicato il 12 giugno 2015.

## La canzone
Sesta traccia dell'album, le origini di 1989 risalgono al 2005, durante il periodo di pubblicazione del sesto album in studio L'uomo sogna di volare. Riguardo a ciò, il frontman Pau ha spiegato:

## Video musicale
Il videoclip, diretto dal collettivo britannico The Secret Family e prodotto da Marco Morano, è stato pubblicato il 12 giugno 2015 in anteprima attraverso il sito di Radio Deejay e mostra il gruppo a bordo di una narrow boat intenti a compiere un viaggio attraverso i fatti che nel 1989 hanno cambiato il mondo, come la caduta del muro di Berlino o la protesta di piazza Tienanmen.

## Formazione
- Pau – voce, chitarra, percussioni
- Drigo – chitarra, cori
- Mac – chitarra
- Giacomo Rossetti – basso
- Guglielmo "Ghando" Ridolfo Gagliano – tastiera, cori
- Cristiano Dalla Pellegrina – batteria

Altri musicisti
- Fabrizio Barbacci – chitarra acustica
- Sean Montgomery – percussioni
- Alessandro Cardinali – sassofono soprano
- Giovanbattista Giachini – sassofono baritono, sassofono tenore
- Francesco Borri – trombone
- Paolo Grati – trombone